# ミハイル・チューリン

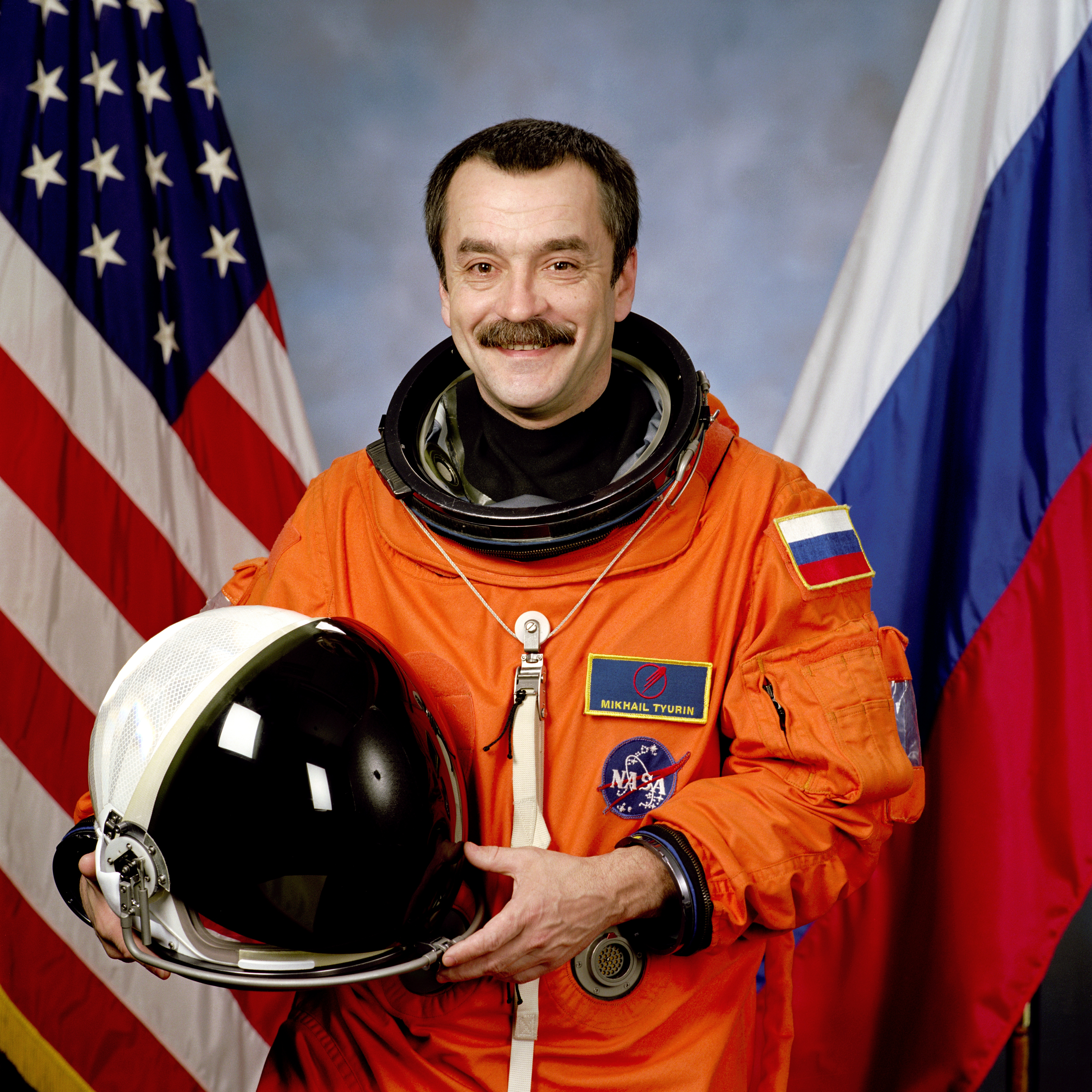
ミハイル・チューリン

ミハイル・チューリン（ロシア語: Михаил Владиславович Тюрин, ラテン文字転写: Mikhail Vladislavovich Tyurin、1960年3月2日 - ）はコロムナ出身のロシアの宇宙飛行士である。

## 個人データ
チューリンは現在、モスクワ郊外のコロリョフに住んでいる。1960年にソビエト連邦のコロムナで生まれ、両親は現在でもこの街に住んでいる。タチアナ・アナトリフナ・チューリナと結婚しており、1982年に生まれた娘のアレクサンドラがいる。趣味はセーリングである。

## 教育
彼は飛行機の機械モデル製作を専門とし、1984年にモスクワ航空大学を卒業した。現在は大学院で研究を行っている。

## 宇宙飛行経験

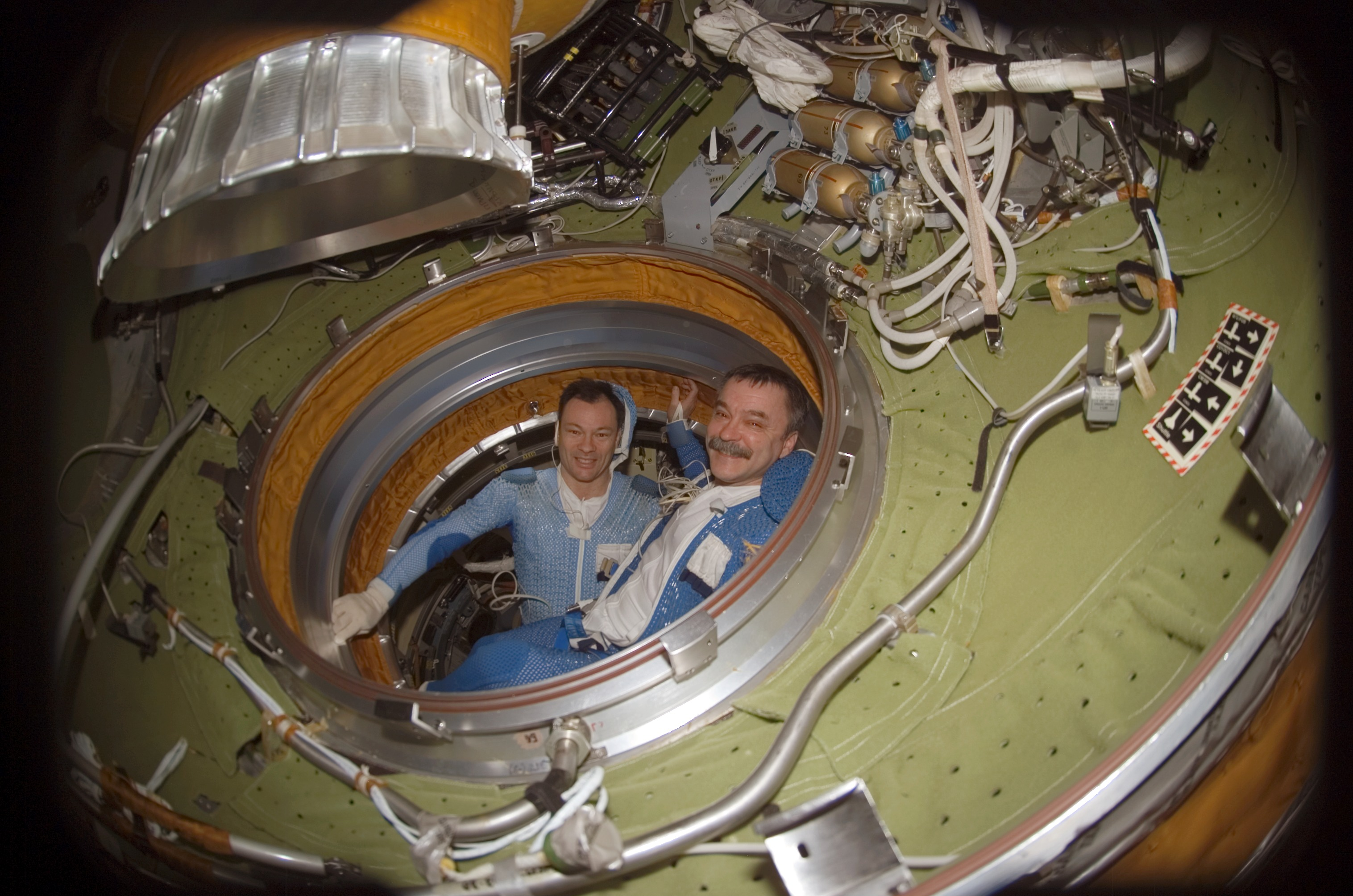
宇宙遊泳の前のチューリン（右）とマイケル・ロペス＝アレグリア（2007年2月）

卒業後、彼は技術者としてエネルギア社で働いた。彼の仕事は動力学、弾道学、ソフトウェアの製作等に関係するものだった。彼の個人的な研究は、宇宙飛行士としての宇宙船の手動操作の訓練の心理学的な側面に関するものだった。1993年、彼は宇宙飛行士の候補に選ばれて訓練を開始し、1998年には第3次長期滞在のフライトエンジニアとしての訓練を始めた。乗組員はおよそ4ヶ月間ステーションに滞在し、スペースシャトルで地球に帰還した。
2006年、ソユーズTMA-9の機長を務め、第14次長期滞在のフライトエンジニアとして215日間国際宇宙ステーションに滞在した。
2013年、ソユーズTMA-11Mの機長を務め、第38次長期滞在のフライトエンジニアとして国際宇宙ステーションで3度目の長期滞在を行い、188日間滞在した。

## トリビア
彼は、カナダのゴルフ用品メーカーエレメント21の宣伝として、宇宙でゴルフボールを打った。これはアラン・シェパード以来のことだった。